# Хэй, Джим
Джеймс Александр Хэй (англ. James Alexander Hay; 15 мая 1931, Саскатун, Саскачеван — 17 мая 2018) — канадский хоккеист, защитник, выступавший в 1950-х и 1960-х годах. Играл в Национальной хоккейной лиге за клуб «Детройт Ред Уингз», в составе которого в 1955 году стал обладателем Кубка Стэнли. Также известен как игрок нескольких небольших клубов из второстепенных лиг.

## Биография
Джим Хэй родился 15 мая 1931 года в городе Саскатун провинции Саскачеван, Канада.
Начинал карьеру хоккеиста в сезоне 1947/48 в составе клуба «Уинсор Спитфайрз», выступавшего в Хоккейной ассоциации Онтарио. Уже здесь проявил себя как талантливый защитник, способный надёжно опекать свою зону и мастерски перехватывать шайбу на подборе.
В начале 1950-х годов представлял такие клубы как «Омаха Найтс», «Индианаполис Кэпиталз» и «Эдмонтон Флайерз» из Хоккейной лиги США, Американской хоккейной лиги и Западной хоккейной лиги соответственно. В этих командах Хэй показывал достаточно высокие результаты, в частности попадал в символическую сборную всех звёзд лиги.
Пик его спортивной карьеры пришёлся на 1952—1955 годы, когда в течение трёх сезонов он регулярно призывался в состав клуба «Детройт Ред Уингз» и выступал в Национальной хоккейной лиге. В общей сложности Хэй провёл в регулярном чемпионате НХЛ 74 игры, а также принял участие в девяти матчах плей-офф, в том числе в 1955 году завоевал с командой Кубок Стэнли. Помимо выступлений за «Детройт» в этот период отметился выступлениями за «Шербрук Сайнтс» и «Квебек Эйсес» в Квебекской хоккейной лиге.
Впоследствии Джим Хэй ещё достаточно долго оставался действующим спортсменом, выступая с переменным успехом за различные небольшие клубы Западной хоккейной лиги, причём в некоторых из них являлся играющим тренером. Завершил спортивную карьеру по окончании сезона 1972/73.
В 1964 году вместе с женой Ширли переехал на постоянное жительство в Портленд, штат Орегон, где помимо занятий хоккеем работал каменщиком на стройке. Имел двоих детей.
Умер 17 мая 2018 года в Портленде в возрасте 87 лет.